# Cieśnina Patinti
Cieśnina Patinti (indonez. Selat Patinti) – cieśnina w Indonezji na Morzu Moluckim; oddziela wyspy Halmahera i Bacan; długość ok. 70 km, szerokość 10–35 km. Cieśnina w części północnej ma głębokość 10–500 m, a w części południowej 20–1500 m.